# Zastavkî-Eabluniv, Peremîșleanî
Zastavkî-Eabluniv (în ucraineană Заставки-Яблунів) este un sat în comuna Bolotnea din raionul Peremîșleanî, regiunea Liov, Ucraina.

## Demografie
Componența lingvistică a localității Zastavkî-Eabluniv
     Ucraineană (100%)
Conform recensământului din 2001, toată populația localității Zastavkî-Eabluniv era vorbitoare de ucraineană (100%).